# Кольман, Эрнест Яромирович
Эрне́ст Яроми́рович Ко́льман, изначально Арношт Кольман, встречается вариант написания фамилии Кальман, был известен также как Эрнест Натанович (чеш. Ernest Natanovič); публиковался также под псевдонимом К. Арношт, (чеш. Arnošt Kolman, 6 декабря 1892, Прага — 22 января 1979, Стокгольм) — советский философ-марксист и партийный деятель, математик по образованию, впоследствии «невозвращенец». Член Академии наук Чехословакии (исключён в 1976).

## Биография
Арношт (Эрнест) Кольман родился в еврейской семье, отец был почтовым чиновником в Праге По материнской линии приходился двоюродным братом Иржи и Франтишека Лангеров, а также троюродным братом Макса Брода. Подданный Австро-Венгрии. Получил образование на математическом отделении философского факультета Карлова университета (1910—1913), где в это время математику преподавал молодой Альберт Эйнштейн (в 1911 году), и на электротехническом факультете высшей политехнической школы в Праге. Работал вычислителем в Пражской астрономической обсерватории.

### После Первой мировой войны
В Первую мировую войну после мобилизации окончил офицерскую школу и был направлен на русский фронт в составе австро-венгерской армии. Служил в 91-м пехотном полку австро-венгерской армии.
В 1915 году попал в русский плен, в 1917 году за агитацию против повиновения офицерам полгода провёл в одиночке Иваново-Вознесенской тюрьмы, откуда был освобождён только после Октябрьской революции. Уже в конце 1917 года вступил в Красную армию, стал членом РКП(б). Гражданскую войну в России закончил в должности начальника политотдела 5-й армии РККА, где пересекался с Я. Гашеком. Заслан Коминтерном в Германию для подрывной работы, но был арестован властями. После освобождения продолжил организацию рабочих дружин на заводах в Берлине.
В 1930 году вернулся в Москву на работу в Институт красной профессуры. Незадолго до этого (в декабре 1930 года) Сталин потребовал «разворошить и перекопать весь навоз, который накопился в философии и естествознании». Руководством Коммунистической академии были сделаны «оргвыводы», и выбор пал на Кольмана. Он возглавил центр по руководству работами над философскими и методологическими проблемами естествознания — Ассоциацию институтов естествознания Коммунистической академии (первоначально во главе с О. Ю. Шмидтом). Одновременно Кольман был назначен также главным редактором (после увольнения с этой должности О. Ю. Шмидта) журнала «Естествознание и марксизм», который стал издаваться под новым названием — «За марксистско-ленинское естествознание».
В 1930 году по сфабрикованному чекистами делу «Всесоюзной контрреволюционной организации Истинно-православная церковь» был арестован председатель Московского математического общества, математик Д. Ф. Егоров, вскоре умерший в тюрьме. Под угрозой закрытия общества его председателем был избран Кольман.
В июне 1931 года Кольман участвовал в работе проходившего в Лондоне 2-го Международного конгресса по истории науки и технологии, в составе делегации советских учёных, возглавляемой Николаем Бухариным. Кольман был партийным секретарём советской делегации и отвечал за партийную дисциплину среди советских участников.
Кольман инициировал «дело» математика Н. Лузина. В 1931 году Кольман написал донос в ЦК ВКП(б), в котором Лузин обвинялся в «идеализме», отсутствии практических результатов, и связи с сотрудником французского военного ведомства французским математиком Борелем. 3 июля 1936 года в «Правде» была опубликована анонимная статья «О врагах в советской маске», написанная Кольманом[уточнить], в которой Лузин обвинялся в принадлежности к «стае бесславной царской „Московской математической школы“, философией которой было черносотенство и движущей идеей — киты российской реакции: православие и самодержавие.»
В 1936—1938 гг. Кольман был заведующим отделом науки при Московском горкоме ВКП(б). В этот период Кольман лично выдвигал обвинения философского и политического характера в отношении других ученых, называя реакционерами и врагами диалектического материализма многих известных деятелей науки — В. И. Вернадского, С. И. Вавилова, Л. Д. Ландау, И. Е. Тамма, Я. И. Френкеля, Д. Ф. Егорова.
В 1937 году его начальник Н. С. Хрущёв предложил ему уволиться из-за ареста братьев жены. Его жена, Екатерина Концевая была в тот момент беременна и также лишилась работы из-за ареста братьев. Год оставался безработным, но затем написал Хрущёву письмо и получил новое назначение.
В 1939 году в ходе дискуссии по генетике и селекции последовательно отстаивает позиции академика Трофима Лысенко. В частности, опираясь на данные Т. К. Енина, Кольман опубликовал статью «Извращения математики на службе менделизма». А. Н. Колмогоров в своей известной статье «Об одном новом подтверждении законов Менделя», полностью построенной на добросовестном обширном материале лысенковки Н. И. Ермолаевой, писал:
Из упомянутых в начале заметки работ работа Э. Кольмана, не содержащая нового фактического материала, а посвященная анализу материалов Т. К. Енина, целиком основана на непонимании изложенных в нашей заметке обстоятельств.
В последующие годы Кольман сочетал преподавание математики в Московском энергетическом институте с работой в Институте философии АН СССР.

### Деятельность в Чехословакии (1945—1948)
После Великой Отечественной войны Кольман был направлен в Прагу на пост заведующего отделом пропаганды ЦК Коммунистической партии Чехословакии. Одновременно он стал профессором Карлова университета. Занимался насаждением в Чехословакии диалектики, исторического материализма.
После Февральского переворота 1948 года в Чехословакии, в результате которого к власти пришла Коммунистическая партия Чехословакии, Кольман возглавил «комитет действия» философского факультета Карлова университета и руководил изгнанием из университета неугодных коммунистам профессоров и «чисткой» состава студентов.
С позиций ортодоксального сталинизма критиковал руководство КПЧ за «немарксистскую, неленинскую, небольшевистскую» позицию, «отход от марксистско-ленинской линии».
В 1948 году Кольман опубликовал ряд статей с резкой критикой руководства компартии. Так, в 1948 году Кольман выступил в официальном партийном журнале Tvorba с резкой статьёй Za bolševickou sebekritiku v naší KSČ («За большевистскую самокритику в нашей КПЧ») с критикой ряда лидеров КПЧ (Рудольфа Сланского, Марии Швермовой), которых обвинял в национальном уклоне, социал-демократизме, идейных уступках и других грехах.
Готвальд пожаловался Сталину и последний распорядился: «Поскольку это советский гражданин, вам надо только отправить его сюда, мы приведем его в чувство».

### В Москве
В 1948 году Кольмана арестовали в Праге и вскоре «отозвали» в Москву, где он провёл три с половиной года без суда в тюрьме. В Лубянской тюрьме допросы вели следователи Россыпинский и Путинцев. Переведён на 2-3 недели в Лефортовскую тюрьму, затем снова возвращён на Лубянку. Затем вновь переведён в другую тюрьму за городом более суровую, чем Лефортовская, как предполагал сам Кольман, в Сухановскую. Но после 10 дней без допросов и прогулок вновь вернули на Лубянку. Кольмана не избивали, но неоднократно демонстрировали виселицу, на которой его, якобы, должны повесить. После 3-х лет одиночки переведён в общую камеру. Сидел вместе с маршалом Ворожейкиным. 22 марта 1952 года освобождён министром Госбезопасности С. Д. Игнатьевым. После выхода из тюрьмы Кольман опять стал совмещать преподавание математики в Московском автомеханическом институте и работу в Институте истории естествознания и техники АН СССР.

### В Чехословакии (1959—1963)
Поскольку Кольман был подчинённым Н. С. Хрущёва ещё в 1930-е годы, последний, придя к власти, «продвинул» Кольмана в 1959 году в Прагу с большим повышением — на пост директора Института философии АН Чехословакии. Вскоре Кольман был также избран действительным членом Академии наук Чехословакии. Однако уже через два года Кольман вышел на пенсию и вернулся в Москву.

### В Швеции
В 1976 году выехал из Москвы в Швецию, чтобы повидать свою дочь и стал там «невозвращенцем», получив политическое убежище. Остановив своё 58-летнее членство в коммунистической партии, 8 октября 1976 года написал «Открытое письмо Леониду Брежневу. Почему я выхожу из коммунистической партии», опубликованное во французской «Либерасьон». В этом письме Кольман, в частности, писал: «В СССР нет элементарных демократических прав: вместо выборов — голосование за навязанных сверху кандидатов; отсутствие гласности в политической жизни; запрещение забастовок и профсоюзов интересам государства; запрещены политические дискуссии, над всем властвует универсальная цензура; правдивая информация подменяется пропагандой лжи…»
9 декабря 1976 года он был исключён из Академии наук Чехословакии.

## Некоторые публикации Э. Кольмана

### При жизни в СССР
Написал раздел о философии Чехии и Словакии для 2-го тома «Истории философии».
- Божественная эволюция геометрической мысли. Естествознание и марксизм. 1929. № 1
- Гегель и математика. Под знаменем марксизма. 1931. № 11-12. (совм. с С. А. Яновской)
- Борьба за овладение наукой в новых условиях. Правда. 4 октября 1931.
- Письмо тов. Сталина и задачи фронта естествознания и медицины. Под знаменем марксизма. 1931. № 9-10.
- Боевые вопросы естествознания и техники в реконструктивный период. Под знаменем марксизма. 1931. С. 56-78.
- Возрождение пифагореизма в теоретической физике. Под знаменем марксизма. 1938. № 8. С. 139—160.
- Вклад Эйлера в развитие математики в России. Вопросы истории естествознания и техники, № 4. 1957. С. 15-25.
- Э. Кольман. Вредительство в науке // Большевик. — 1931. — № 2. — С. 73—81.
- Возможно ли статистико-математически доказать или опровергнуть менделизм? Доклады Академии наук СССР. 1940, том 28, вып.1, с. 836—840.
- Диалектический метод в современной физике. Техника — молодёжи. 1941. № 1.
- Задачи математики в социалистическом строительстве в реконструктивный период. Физика и химия. 1931. № 3.
- Задачи математиков и физиков материалистов-диалектиков в социалистическом строительстве. На борьбу за материалистическую диалектику в математике, 1931.
- За марксистско-ленинскую науку. Фронт науки и техники. 1932. № 1.
- За марксистскую программу по математике. Правда. 7 декабря 1931.
- Извращения математики на службе менделизма. Яровизация. 1939. Вып. 3(24).
- К двадцатипятилетию работы Ленина «Материализм и эмпириокритицизм». Большевик. 1934. № 1.
- Бертран Рассел — оруженосец империализма. Вопросы философии. 1953. № 2.
- К спорам о теории относительности. Вопросы философии. 1954. № 5.
- К критике современного «математического» идеализма. Диалектический материализм и современное естествознание. 1957.
- Ленин и новейшая физика. М., 1959.
- Ленин, партия, наука. Техника — молодёжи. 1963. № 7.
- Кибернетические аспекты космологии в свете философии. Вопросы философии. 1969. № 7.
- «Материализм и эмпириокритицизм» Ленина и современная физика. Советская наука. 1939. № 2.
- Наука, религия и марксизм. Москва, 1936.
- Новые открытия современной атомной физики в свете диалектического материализма. Москва, 1943.
- О философском смысле геометрии Лобачевского. Вестник АН. 1956. № 6. С. 72-77.
- Православие о вере и знании. Москва, 1959.
- Против лженауки. Советская наука. 1938. № 1.
- Против новейших откровений буржуазного мракобесия. Большевик. 1933. № 12.
- Политика, экономика, математика. За марксистско-ленинское естествознание. 1931. № 1.
- Предмет и метод современной математики. М., 1936.
- Современная физика в поиске фундаментальной теории. Вопросы философии. 1965. № 2.
- Современные задачи математиков и физиков-материалистов-диалектиков. Естествознание и марксизм. 1930.
- Теория квант и диалектический материализм. Под знаменем марксизма. 1939. № 10. С. 129—145.
- Теория относительности и диалектический материализм. Под знаменем марксизма. 1939. № 6.
- Физическая сущность общей теории относительности и её философское значение. Советская наука. 1940.
- Физические основы специальной теории относительности. Советская наука. 1940. № 6.
- Философские проблемы современной физики. М., 1957.
- Ход задом философии Эйнштейна. Научное слово. 1931. № 1
- Черносотенный бред фашизма и наша медикобиологическая наука. Под знаменем марксизма. 1936. № 11. С. 64-72
- Четвертое измерение. М.: Наука, 1970.
- Энгельс и естествознание. М., 1941
- Энгельс о математике. Вестник АН. 1941. № 1.
- Э. Кольман, О. Зих. Занимательная логика. М.: Наука, 1966. — 128 с.

В январе 2014 года в журнале «Дилетант» был опубликован художественный рассказ Кольмана «Три слоя палимпсеста», рассказывающий о том, как описание одного и того же исторического события с течением времени может искажаться до неузнаваемости, причём неоднократно.

### После эмиграции
- Почему я выхожу из коммунистической партии. Открытое письмо Леониду Брежневу. 8 октября 1976 г.
- Мы не должны были так жить. Chalidze Publications. Нью-Йорк, 1982.

### Публикации на чешском языке
- Světový názor komunistů. 1945.
- Vědecký světový názor. 1946, 1948.
- Materialismus a idealismus. 1946, 1948.
- Ideologie německého fašismu. Praha : Svoboda, 1946.
- Historický materialismus. 1946, 1948.
- Dialektická methoda poznání. 1946.
- Co je historický materialismus?. 1946.
- Atomová energie a Sovětský svaz. 1946.
- Přednášky o základech vědecké filosofie. 1947.
- Logika. 1947.
- Co je smyslem života? 1947, 1948.
- Materialisticky dialektická methoda poznání. 1948.
- Kritický výklad symbolické metody moderní logiky, 1948.
- Výhledy do budoucna. 1962.
- Filosofické polopohádky. 1968.
- Zaslepená generace : paměti starého bolševika. 2005.

## Семья
Брат Рудольф умер в советских лагерях, сестра Марта погибла в немецком концлагере.
Первая жена (с 1918 по 1922) — Мария Ивановна Иванова, секретарь Хамовнического райкома РКПб.
Сын — Эрмарк (Эрмар) (1920—?).
Вторая жена (с 1924) — Елизавета Ивановна Иванова, сестра первой.
Сын — Пиолен (1924—1943, погиб на фронте).
Сын — Электрий (1926—?).
Третья жена (с 1933) — Екатерина Абрамовна Концевая (1909—1997), её брат, подполковник Матвей Концевой, пропал без вести в июне 1941 года, другой брат — Герой Советского Союза, генерал-майор Зиновий Концевой.
Дочь — Ада (род. 1939), биолог, она вышла замуж за физика-ядерщика Франтишека Яноуха (род. 1931), одного из участников «Хартии-77», основателя «Фонда Хартии-77». Их дочь (внучка Э. Я. Кольмана) — шведская журналистка и исследователь Катерина Яноухова (род. 1964), она замужем за художником-оформителем Робертом Бохманом, у них пятеро детей.

## Цитата
…Те отдельные факты, которые известны, с достаточной очевидностью говорят о том, что какой бы абстрактной и «безобидной» на первый взгляд ни казалась та или другая ветвь знания, вредители протянули к ней свои липкие щупальцы. Теплотехника и теория холодильного дела, экономгеография и рационализаторская техника, теория мелиорации, лесного хозяйства и горного дела, техника высоких напряжений и микробиология, счетоведение, статистика и ихтиология, — все они стали поприщем вылазок вредителей, имеющих две цели: во-первых, «научно» оправдать их собственную практику, во-вторых, овладеть подготовкой подрастающей смены работников науки и техники.